# Monte Meliuso
Monte Meliuso è il monte su cui sorgeva l'antica Gioiosa Guardia in Sicilia, fondata da Vinciguerra d'Aragona, eletto sotto il regno di Federico III d'Aragona, che aveva la facoltà di costruire torri e fortezze ovunque lo ritenesse necessario, per difendere il territorio dalle invasioni dei pirati.
Il Vescovo della vicina Patti vantava diritti sugli uomini del Meliuso, consistenti nel poterli impiegare 9 giorni all'anno per rendere servizi al monastero, 3 giorni zappando la terra, 3 giorni al raccolto e 3 a mietere il foraggio. Durante la festa del patrono poi dovevano portare sulla testa rami e legna di alloro.
La città fu abbandonata dopo l'ennesimo terremoto nel 1783 e ai piedi del monte, in una zona denominata "ciappe di tono", allora di proprietà della famiglia Giardina di Patti, fu fondata la nuova Gioiosa, chiamata Gioiosa Marea. Uno dei fondatori fu Don Diego Forzano, che fece trasportare la statua del Santo (san Nicola) nella nuova Gioiosa e convinse gli scettici (secondo la leggenda) smontando la loro porta di casa e portandola dove doveva sorgere la nuova abitazione.
Nella nuova Gioiosa furono costruite le stesse quattro chiese esistenti nella città d'origine. Nella prima chiesa, allora chiamata Chiesa del Giardino, fu commissionata al Gagini una statua della Madonna che ancora oggi si trova conservata nella Chiesa di Santa Maria.
Ancora oggi si possono fare delle escursioni nella vecchia Gioiosa Guardia, da cui si gode un panorama mozzafiato, potendo ammirare in contemporanea le Isole Eolie, l'Etna e le Madonie fino alla Rocca di Cefalù.

## Curiosità
Con questo nome è stato fondato un gruppo folkloristico siciliano, chiamato appunto Il Meliuso.